# Isaiah Ross
Pour les articles homonymes, voir Ross.
 (août 2023).
Isaiah Leonja Ross, né le 24 octobre 1996 à Davenport, en Iowa, est un joueur américain de basket-ball évoluant au poste d'arrière.

## Biographie

### Carrière universitaire
Entre 2016 et 2018, il joue pour les Roos de Kansas City (en) à l'université du Missouri à Kansas City.
Entre 2019 et 2021, il joue pour les Gaels d'Iona à l'Iona College.

### Carrière professionnelle

#### Warriors de Santa Cruz (oct. - déc. 2021)
Le 29 juillet 2021, automatiquement éligible à la draft 2021 de la NBA, il n'est pas sélectionné.
Le 23 octobre 2021, il est sélectionné à la 18e position de la draft 2021 de G-League par les Celtics du Maine. Le même jour, il est transféré chez les Warriors de Santa Cruz.
Le 8 décembre 2021, il est libéré de son contrat par les Warriors après avoir participé à huit rencontres.

#### Magic de Lakeland (déc. 2021)
Le 21 décembre 2021, il rejoint l'équipe de G-League du Magic de Lakeland.
Le 27 décembre 2021, il est libéré de son contrat par le Magic après avoir participé à deux rencontres.
Le 30 décembre 2021, il rejoint l'équipe de G-League du Blue d'Oklahoma City. Le 5 janvier 2022, il est libéré de son contrat par le Blue sans avoir disputé une seule rencontre.
Le 7 janvier 2022, il rejoint l'équipe de G-League du Herd du Wisconsin. Le 19 janvier 2022, il est libéré de son contrat par le Herd sans avoir disputé une seule rencontre.

#### Lugano Tigers (2022-2023)
Le 2 août 2022, il signe avec l'équipe suisse des Lugano Tigers.

#### Chorale Roanne Basket (mai - juin 2023)
Le 3 mai 2023, il signe avec l'équipe française de la Chorale Roanne Basket pour la fin de saison 2022-2023.

#### KB Trepça (depuis 2023)
Le 13 août 2023, il signe avec l'équipe kosovare du KB Trepça.

## Palmarès

### Universitaire
- First-team All-MAAC en 2021

## Statistiques

### Universitaires
Les statistiques d'Isaiah Ross en matchs universitaires sont les suivantes :
| Saison    | Équipe    | Matchs   | Titul.   | Min./m   | % Tir    | % 3pts   | % LF     | Rbds/m.  | Pass/m.  | Int/m.   | Ctr/m.   | Pts/m.   |
| --------- | --------- | -------- | -------- | -------- | -------- | -------- | -------- | -------- | -------- | -------- | -------- | -------- |
| 2016-2017 | UMKC (en) | 34       | 10       | 17,2     | 39,4     | 37,6     | 83,3     | 1,91     | 0,56     | 0,47     | 0,03     | 8,03     |
| 2017-2018 | UMKC      | 32       | 17       | 25,2     | 40,0     | 35,9     | 77,9     | 3,06     | 1,00     | 0,53     | 0,00     | 11,34    |
| 2017-2018 | Iona      | Redshirt | Redshirt | Redshirt | Redshirt | Redshirt | Redshirt | Redshirt | Redshirt | Redshirt | Redshirt | Redshirt |
| 2019-2020 | Iona      | 29       | 21       | 31,0     | 45,9     | 40,1     | 72,5     | 3,17     | 1,14     | 0,72     | 0,10     | 11,03    |
| 2020-2021 | Iona      | 18       | 18       | 34,4     | 45,5     | 38,3     | 81,2     | 3,89     | 1,39     | 1,44     | 0,06     | 18,44    |
| Carrière  | Carrière  | 113      | 66       | 25,7     | 42,6     | 37,9     | 78,7     | 2,88     | 0,96     | 0,71     | 0,04     | 11,40    |